# Juan Maldonado Jaimez Júnior
Juan Maldonado Jaimez Júnior (San Paolo, 6 febbraio 1982) è un ex calciatore brasiliano, di ruolo terzino, dotato di passaporto comunitario, avendo ottenuto la cittadinanza spagnola.

## Carriera

### Club
Giunto nelle giovanili del San Paolo, arriva in prima squadra, dove guadagna 0 presenze. Successivamente viene acquistato in Inghilterra dall'Arsenal dove guadagna 2 presenze, dopodiché arriva al Millwall dove guadagna 3 presenze. Successivamente torna in Brasile al Fluminense dove, dimostrando le sue qualità, diventa titolare e segna qualche rete, poi si sposta al Flamengo dove si ritaglia un posto da titolare, riesce a segnare dei gol (contro il Coritiba) e porta su di sé l'interesse di grandi club.

### Nazionale
Anche se non è stato mai convocato nelle diverse selezioni brasiliane dell'Under-, Juan ha debuttato in nazionale maggiore il 7 settembre 2008 sostituendo nel secondo tempo Ronaldinho nella partita valida per le qualificazioni ai Mondiali 2010 vinta per 3-0 sul Cile. Tre giorni dopo, ha giocato la sua prima partita da titolare contro la Bolivia in Estádio Olímpico João Havelange, sempre valida per le qualificazioni ai Mondiali 2010.

## Palmarès

### Club

#### Competizioni statali
- Campionato Paulista: 1

San Paolo: 2000
- Campionato Carioca: 4

Fluminense: 2005
Flamengo: 2007, 2008, 2009
- Taça Guanabara: 2

Flamengo: 2007, 2008
- Taça Rio: 1

Flamengo: 2009

#### Competizioni nazionali
- Torneo Rio-San Paolo: 1

San Paolo: 2001
- Campionato inglese: 1

Arsenal: 2001–2002
- Coppa d'Inghilterra: 1

Arsenal: 2001–2002
- Coppa del Brasile: 1

Flamengo: 2006
- Campionato brasiliano: 1

Flamengo: 2009

#### Competizioni internazionali
- Recopa Sudamericana: 1

Santos: 2012

### Individuale
- Bola de Prata come miglior terzino sinistro: 1

2008